# Ricardo Cavolo
Ricardo Cavolo (Salamanca, 31 de enero de 1982) es un ilustrador español ganador del concurso de la portada de Yorokobu en 2012.

## Trayectoria profesional
Desde pequeño, quería trasmitir sus propias historias; viendo que la escritura no era lo suyo, comenzó con la pintura. Su padre, que era pintor, le trasladó el placer del proceso artesanal y el interés artístico ofreciéndole las distintas herramientas con las que él contaba: técnicas tradicionales como lápices de colores, acuarelas, tintas líquidas con pincel, pluma e incluso la técnica de la pirografía. Actualmente continua con técnicas manuales, solo emplea el medio digital para trasladar su trabajo al mundo en línea.
Es licenciado en Bellas Artes, Técnico Superior de Imagen y profesor de dibujo en Secundaria. Después de un tiempo en Madrid, actualmente vive y trabaja en Barcelona aunque viaja habitualmente por todo el mundo.
Sus dibujos son de estilo naif; estilo que comienza tras sus primeros proyectos profesionales ilustrando libros infantiles empleando colores brillantes e intensos, así como una gran cantidad de figuras y elementos de composición. Al ver el impacto visual que producían aquellas ilustraciones de carácter agresivo y directo, decidió seguir empleándolo para sus futuros trabajos, ya que esta, según el ilustrador, era la mejor manera para hacer llegar claramente sus mensajes.

## Técnica y Obras
Su obra está cargada de simbolismo que se van repitiendo en distintas ilustraciones. La mayor parte de la obra son retratos; está siempre centrado en personajes concretos, no paisajes. Algo recurrente son los tatuajes, donde cuenta la vida de los personajes a modo de biografía. El uso del color es también algo particular en su obra, ya que utiliza colores muy fuertes, muy contrastados, y mucho amarillo y rojo. Otra característica son la nariz y los pómulos rojos, para darle más carisma a los personajes.
Su obra se extiende desde la ilustración formal, la pintura mural, pirografía o diseño gráfico. Entre alguna de sus obras destacadas se encuentra la portada de 2012 que realizó para Yorokobu, donde ganó el concurso; la colaboración con Custo Barcelona diseñando una serie de camisetas y la realización del libro Cocina Indie, que tuvo gran acogida entre el público.
Además de sus proyectos personales y profesionales de ilustración, ha trabajado en diversas agencias de publicidad, colaborado con numerosos diseñadores de moda y otras identidades como circos, o editoriales.

## Vida personal
Tiene dos hijos con su pareja María Herreros.